# Finale della Coppa dei Campioni 1970-1971 (hockey su pista)
La finale della 6ª edizione della Coppa dei Campioni fu disputata in gara d'andata e ritorno tra gli italiani del Novara e gli spagnoli del Reus Deportiu. Con il punteggio complessivo di 16 a 11 fu il Reus Deportiu ad aggiudicarsi per la quinta volta il trofeo.

## Le squadre
| Squadre       | Partecipazioni precedenti (il grassetto indica la vittoria) |
| ------------- | ----------------------------------------------------------- |
| Novara        | Nessuna                                                     |
| Reus Deportiu | 1967, 1968, 1969, 1970                                      |

## Il cammino verso la finale
Il Reus Deportiu in qualità di detentore del trofeo fu escluso dal partecipare al primo turno; ai quarti di finale eliminò gli olandesi del Lichtstad mentre in semifinale ebbe la meglio sui portoghesi del Benfica. Il Novara invece eliminò agevolmente la compagine tedesca dell'Herten nel primo turno con un punteggio complessivo di 15 a 8 e la squadra belga del Royal Sunday ai quarti di finale; fu esonerata dal disputare la semifinale.

## Tabellini

### Andata
| Novara 11 settembre 1971 | Novara | 7 – 7 | Reus Deportiu | Palazzetto dello sport |

| Novara             |  |                       |
|                    |  |                       |
| P                  |  | Mario Romussi         |
| E                  |  | Gianpietro Aina       |
| E                  |  | Beniamino Battistella |
| E                  |  | Daniele Maderna       |
| E                  |  | Erasmo Marcon         |
| E                  |  | Franco Mora           |
| E                  |  | Robert Olthoff        |
| E                  |  | Ennio Romagnoli       |
| E                  |  | Renzo Zaffinetti      |
| P                  |  | Andreino Maremma      |
| Allenatore:        |  |                       |
| Ferruccio Panagini |  |                       |

| Reus Deportiu |  |                    |
|               |  |                    |
| P             |  | Santiago Garcia    |
| E             |  | Manuel Boronat     |
| E             |  | Maxim Fallada      |
| E             |  | Albert Montala     |
| E             |  | Jose Rabassa       |
| E             |  | Joan Sabater       |
| E             |  | Joan Salvat        |
| E             |  | Joaquin Vilallonga |
| Allenatore:   |  |                    |
| Andres Borras |  |                    |

### Ritorno
| Reus 19 settembre 1971 | Reus Deportiu | 9 – 4 | Novara |  |

| Reus Deportiu |  |                    |
|               |  |                    |
| P             |  | Santiago Garcia    |
| E             |  | Manuel Boronat     |
| E             |  | Maxim Fallada      |
| E             |  | Albert Montala     |
| E             |  | Jose Rabassa       |
| E             |  | Joan Sabater       |
| E             |  | Joan Salvat        |
| E             |  | Joaquin Vilallonga |
| Allenatore:   |  |                    |
| Andres Borras |  |                    |

| Novara             |  |                       |
|                    |  |                       |
| P                  |  | Mario Romussi         |
| E                  |  | Gianpietro Aina       |
| E                  |  | Beniamino Battistella |
| E                  |  | Daniele Maderna       |
| E                  |  | Erasmo Marcon         |
| E                  |  | Franco Mora           |
| E                  |  | Robert Olthoff        |
| E                  |  | Ennio Romagnoli       |
| E                  |  | Renzo Zaffinetti      |
| P                  |  | Andreino Maremma      |
| Allenatore:        |  |                       |
| Ferruccio Panagini |  |                       |